# Ochotona collaris

## Distribuzione
Occupa un areale comprendente le aree montuose della costa pacifica di Alaska, Yukon, Columbia Britannica e parte dei Territori del Nord-Ovest. Abita le zone montuose e fredde a prevalenza rocciosa e con scarsità di vegetazione.

## Descrizione

### Dimensioni
Misura circa 18 cm di lunghezza, per un peso che sfiora i 150 g.

### Aspetto
Il pelo è di colore grigio, con sfumature metalliche sul collo e le spalle che vanno a formare un collare (da cui il nome, sia comune che scientifico, della specie). Il ventre è di colore biancastro, mentre la mandibola presenta pelo di color crema.

## Biologia
Si tratta di animali diurni, che formano colonie nelle aree rocciose e ricche di anfratti dove nascondersi: mentre il gruppo è dedito alle attività di ricerca del cibo, un esemplare resta di vedetta su un luogo sopraelevato, solitamente una roccia, approfittando di questo momento per riscaldarsi al sole, pur non abbassando mai la guardia. In caso di pericolo o di invasione del territorio da parte di animali estranei, le vedette lanciano dei potenti fischi che allertano il gruppo. Gli adulti, per quanto facenti parte della medesima colonia, sono piuttosto territoriali anche fra loro, in particolare per quanto concerne il possesso dei cosiddetti "fienili": questi ultimi sono luoghi, siti generalmente nei pressi delle tane, dove ogni individuo porta del materiale vegetale da far essiccare in vista dell'inverno, quando tale materiale verrà portato nella tana ed utilizzato come cibo per i periodi di magra. I pica, infatti, non vanno in letargo e dipendono perciò in larga parte per il sostentamento dai depositi di cibo che riusciranno ad accumulare. I fienili, che vengono anno dopo anno costruiti sempre nello stesso luogo, vengono spesso fatti oggetto di scorrerie da parte di altri esemplari, che mirano ad ingrandire la propria riserva di cibo a spese di altri.

### Alimentazione
Si tratta di animali erbivori, abbastanza frugali per quanto concerne l'alimentazione (mangiano infatti qualsiasi materiale vegetale, incluse la corteccia d'albero ed i licheni): tuttavia, sono piuttosto selettivi per quanto riguarda le piante da essiccare per l'inverno, limitandosi a qualche specie di graminacea. Qualora la scorta di cibo invernale non fosse sufficiente e termini prima del previsto, questi animali sono soliti scavare tunnel sotto la neve alla ricerca di cibo.

### Riproduzione
La femmina, durante il periodo estivo, dà alla luce dopo una gestazione di un mese una nidiata di tre cuccioli: la taglia adulta viene raggiunta dai piccoli a un mese e mezzo d'età, mentre la maturità sessuale sopravviene attorno all'anno di vita.